# Comocritis albicapilla
Comocritis albicapilla is een vlinder uit de familie van de stippelmotten (Yponomeutidae). De wetenschappelijke naam van de soort werd in 1974 gepubliceerd door S. Moriuti.